# PH-indicator

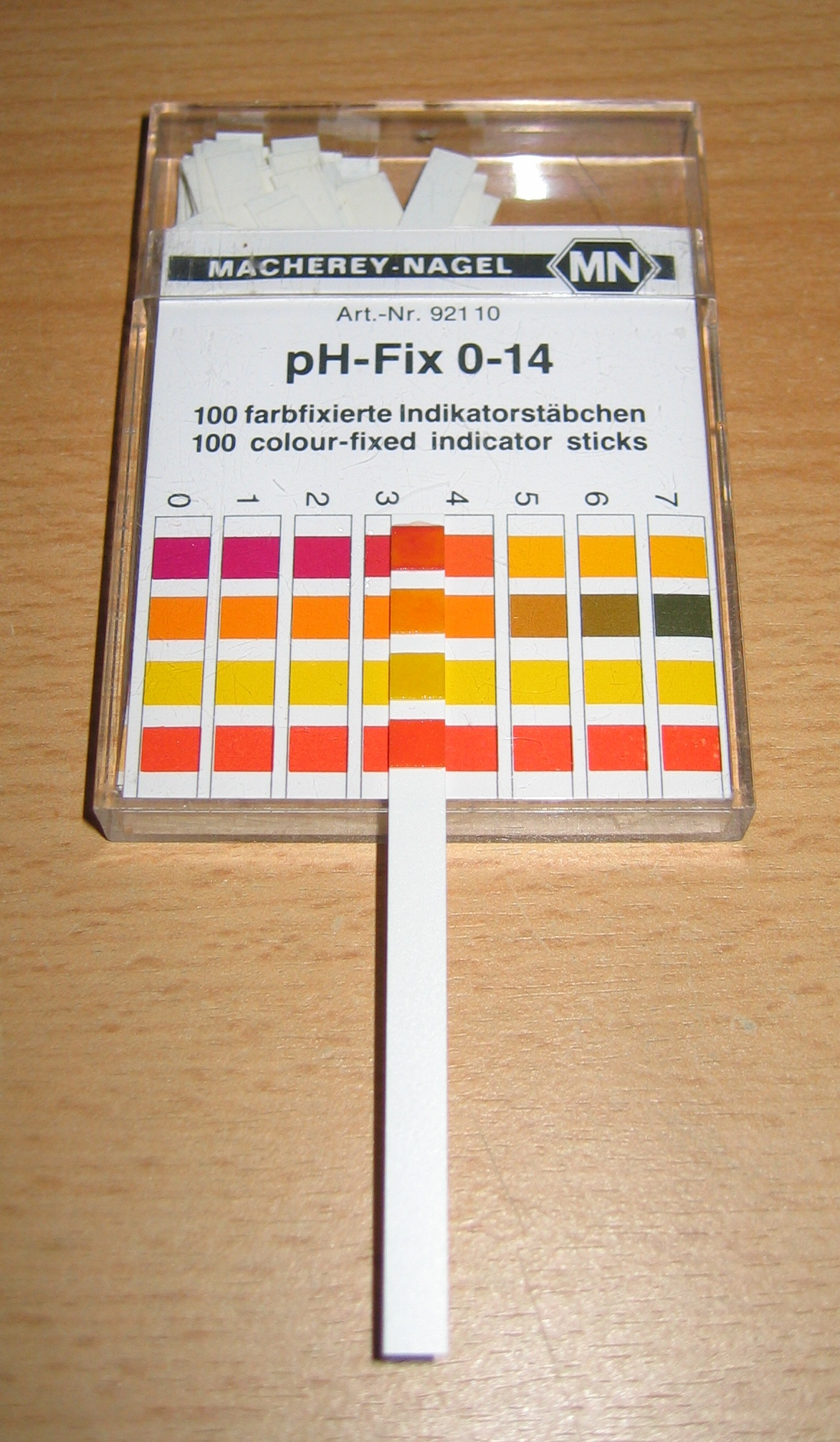
pH-indicatorstrookjes.

Een pH-indicator is een chemische stof die bij een verschillende zuurgraad (pH) een andere kleur laat zien, zo'n verschuiving heet ook wel een pH-shift. Het pH-gebied waarin de stof van kleur verandert wordt het omslaggebied genoemd. Bij verschillende stoffen treedt de kleuromslag op bij een andere zuurgraad.
pH-indicatoren zijn zelf ook altijd zwakke zuren. Zij onderscheiden zich van bijvoorbeeld azijnzuur en zijn geconjugeerde base acetaat die beide kleurloos zijn, doordat de zure en de basische vorm verschillende kleuren vertonen. Is de indicator een meerbasisch zuur dan zijn zelfs meerdere omslagtrajecten mogelijk, zoals thymolblauw in onderstaande tabel laat zien (het eerste punt bij 1,2 - 2,8 en het tweede bij 8,0 - 9,6)

## Indicatoren
| Naam                        | Omslaggebied (pH) | Zure kleur | Basische kleur       |
| --------------------------- | ----------------- | ---------- | -------------------- |
| hematoxyline                | 0,0 - 1,0         | rood       | geel                 |
| cresolrood                  | 0,0 - 1,0         | rood       | geel                 |
| methylviolet                | 0,0 - 1,6         | geel       | rood                 |
| kristalviolet               | 0,0 - 1,8         | geel       | blauw                |
| thymolblauw                 | 1,2 - 2,8         | rood       | geel                 |
| methylgeel                  | 2,9 - 4,0         | rood       | geel                 |
| methyloranje                | 3,1 - 4,4         | rood       | geel                 |
| broomcresolgroen            | 3,8 - 5,4         | geel       | blauw                |
| methylrood                  | 4,2 - 6,3         | rood       | geel                 |
| methylrood-broomcresolgroen | 4,5 - 5,2         | rood       | groen                |
| lakmoes                     | 4,5 - 8,3         | rood       | blauw                |
| chlorofenolrood             | 4,8 - 6,7         | geel       | violet               |
| 4-nitrofenol                | 5,4 - 7,5         | kleurloos  | geel                 |
| broomthymolblauw            | 6,3 - 7,9         | geel       | blauw                |
| thymolblauw                 | 8,0 - 9,6         | geel       | blauw                |
| fenolftaleïne               | 8,2 - 10          | kleurloos  | violet tot paarsrood |
| thymolftaleïne              | 9,3 - 10,5        | kleurloos  | blauw                |

## Mengindicatoren
Er zijn ook indicatoren die meerdere kleuren krijgen over een breed bereik van pH-waarden. Vaak wordt dit gerealiseerd door gebruik te maken van een mengsel van indicatoren. Door de kleur te vergelijken met voorbeelden in een tabelletje kan de pH geschat worden. Zulke indicatoren worden universeelindicatoren genoemd.
Soms is de overgang van de ene naar de andere kleur lastig waar te nemen. Door gebruik te maken van een mengindicator kan het kleurcontrast tussen de zure en de basische vorm vergroot worden: het in de tabel genoemde mengsel methylrood-broomcresolgroen is hier een eenvoudig voorbeeld van.

## Natuurlijke pH-indicatoren
Veel natuurlijke kleurstoffen verkleuren ook als de pH verandert, een voorbeeld hiervan is anthocyaan in onder andere rodekool, die roze-rood is in een zure omgeving, en blauw, groen en geel in een basische. Het verkleuren van sommige bloemen als reactie op bestuiven of een bepaald stadium van rijpheid is ook vaak het gevolg van pH-veranderingen in de vacuole, waardoor daarin aanwezige stoffen van kleur veranderen.